# Cantón de Rambervillers
El cantón de Rambervillers era una división administrativa francesa, que estaba situada en el departamento de Vosgos y la región de Lorena.

## Composición
El cantón estaba formado por veintinueve comunas:
- Anglemont
- Autrey
- Bazien
- Brû
- Bult
- Clézentaine
- Deinvillers
- Domptail
- Doncières
- Fauconcourt
- Hardancourt
- Housseras
- Jeanménil
- Ménarmont
- Ménil-sur-Belvitte
- Moyemont
- Nossoncourt
- Ortoncourt
- Rambervillers
- Romont
- Roville-aux-Chênes
- Saint-Benoît-la-Chipotte
- Sainte-Barbe
- Saint-Genest
- Saint-Gorgon
- Saint-Maurice-sur-Mortagne
- Saint-Pierremont
- Vomécourt
- Xaffévillers

## Supresión del cantón de Rambervillers
En aplicación del Decreto nº 2014-268 de 27 de febrero de 2014, el cantón de Rambervillers fue suprimido el 22 de marzo de 2015 y sus 29 comunas pasaron a formar parte; trece del nuevo cantón de Raon-l'Etape, once del nuevo cantón de Charmes y cinco del nuevo cantón de Saint-Dié-des-Vosges-1.